# 밀밭에서
밀밭에서 또는 호밀밭을 걸어오는 누군가를 만나면(영어: Comin' Through the Rye)는 영국의 스코틀랜드 향토시인 로버트 번스가 쓴 시이다. 전통 동요로 익히 알려져 있으며, 스코틀랜드 음유시 Common' Frae The Town의 멜로디에 붙여 부른다. 스코틀랜드 본토에서는 크게 널리 불리는 곡은 아니지만(더 코리스도 한 번도 부른 적이 없다), 스코틀랜드 밖의 클래식 성악가들이 많이 불렀고, 일본을 거쳐 한국에 소개되었다. 대한민국에서는 《들놀이》란 노래의 번안곡이 있으며, 작사는 김미선이 하였다. 초등학교, 중학교 교과과정에 수록되어 있다. 일본에는 1888년 발표된《메이지 창가》에 실려《고향의 하늘》(일본어: 故郷の空)이란 곡으로 소개되었고, 작사는 오와다 다케키가 하였다. 그리고, 일본의 신호등에 설치된 음향 신호기의 멜로디로 사용되고 있다.
또, J. D. 샐린저의 소설《호밀밭의 파수꾼》은 상기의 시에서 모티브를 얻어 집필되었고, 제목인 호밀밭의 파수꾼은 소설속 주인공 홀든 콜필드가 시의 한 소절 “호밀밭으로 걸어오는 누군가를 만나기 시작하면”(Gin a body meet a body/ comin' through the rye)을 “호밀밭으로 걸어오는 누군가를 붙잡기 시작하면”(Gin a body catch a body/ comin through the rye)로 잘못 들어 ‘호밀밭의 파수꾼’이 그의 장래희망이 된 것에 기인한 것이다.

## 노랫말
O, Jenny's a' weet, poor body,

Jenny's seldom dry:

She draigl't a' her petticoatie,

Comin thro' the rye!

Chorus:

Comin thro' the rye, poor body,

Comin thro' the rye,

She draigl't a' her petticoatie,

Comin thro' the rye!

Gin a body meet a body

Comin thro' the rye,

Gin a body kiss a body,

Need a body cry?

(chorus)

Gin a body meet a body

Comin thro' the glen,

Gin a body kiss a body,

Need the warl' ken?

(chorus)

Gin a body meet a body

Comin thro' the grain;

Gin a body kiss a body,

The thing's a body's ain.

(chorus)

Ev'ry Lassie has her laddie,

Nane, they say, have I,

Yet all the lads they smile on me,

When comin' thro' the rye.